# Beautiran
Beautiran est une commune du Sud-Ouest de la France, située dans le département de la Gironde, en région Nouvelle-Aquitaine.

## Géographie

### Localisation
Située dans l'aire d'attraction de Bordeaux au confluent de la Garonne et du Gat mort, la commune se trouve à 21 km au sud-est de Bordeaux, chef-lieu du département et d'arrondissement et à 7 km à l'est-nord-est de La Brède, chef-lieu de canton. Elle fait aussi partie de l'unité urbaine de Portets.

### Communes limitrophes
Sur la rive gauche de la Garonne, les communes limitrophes en sont Castres-Gironde dans un grand sud et sud-est, Saint-Selve à l'extrême sud-ouest sur à peine un kilomètre, Ayguemorte-les-Graves à l'ouest et Isle-Saint-Georges au nord ; sur la rive droite, les communes limitrophes en sont Baurech au nord-est et Tabanac à l'est sur à peine 100 mètres.
|                       | Isle-Saint-Georges | Baurech |
| Ayguemorte-les-Graves | Beautiran          | Tabanac |
| Saint-Selve           | Castres-Gironde    |         |

### Climat
Pour des articles plus généraux, voir Climat de la Nouvelle-Aquitaine et Climat de la Gironde.
Historiquement, la commune est exposée à un climat océanique aquitain.  
En 2020, Météo-France publie une typologie des climats de la France métropolitaine dans laquelle la commune est exposée à un climat océanique et est dans la région climatique  Aquitaine, Gascogne, caractérisée par une pluviométrie abondante au printemps, modérée en automne, un faible ensoleillement au printemps, un été chaud (19,5 °C), des vents faibles, des brouillards fréquents en automne et en hiver et des orages fréquents en été (15 à 20 jours).
Pour la période 1971-2000, la température annuelle moyenne est de 13 °C, avec une amplitude thermique annuelle de 14,7 °C. Le cumul annuel moyen de précipitations est de 881 mm, avec 12,1 jours de précipitations en janvier et 6,9 jours en juillet. Pour la période 1991-2020, la température moyenne annuelle observée sur la station météorologique la plus proche, située sur la commune de Cadaujac à 8 km à vol d'oiseau, est de 13,8 °C et le cumul annuel moyen de précipitations est de 918,3 mm,. Pour l'avenir, les paramètres climatiques de la commune estimés pour 2050 selon différents scénarios d’émission de gaz à effet de serre sont consultables sur un site dédié publié par Météo-France en novembre 2022.

## Urbanisme

### Typologie
Au 1er janvier 2024, Beautiran est catégorisée petite ville, selon la nouvelle grille communale de densité à sept niveaux définie par l'Insee en 2022.
Elle appartient à l'unité urbaine de Portets, une agglomération intra-départementale regroupant cinq  communes, dont elle est ville-centre,,. Par ailleurs la commune fait partie de l'aire d'attraction de Bordeaux, dont elle est une commune de la couronne,. Cette aire, qui regroupe 275 communes, est catégorisée dans les aires de 700 000 habitants ou plus (hors Paris),.

### Occupation des sols

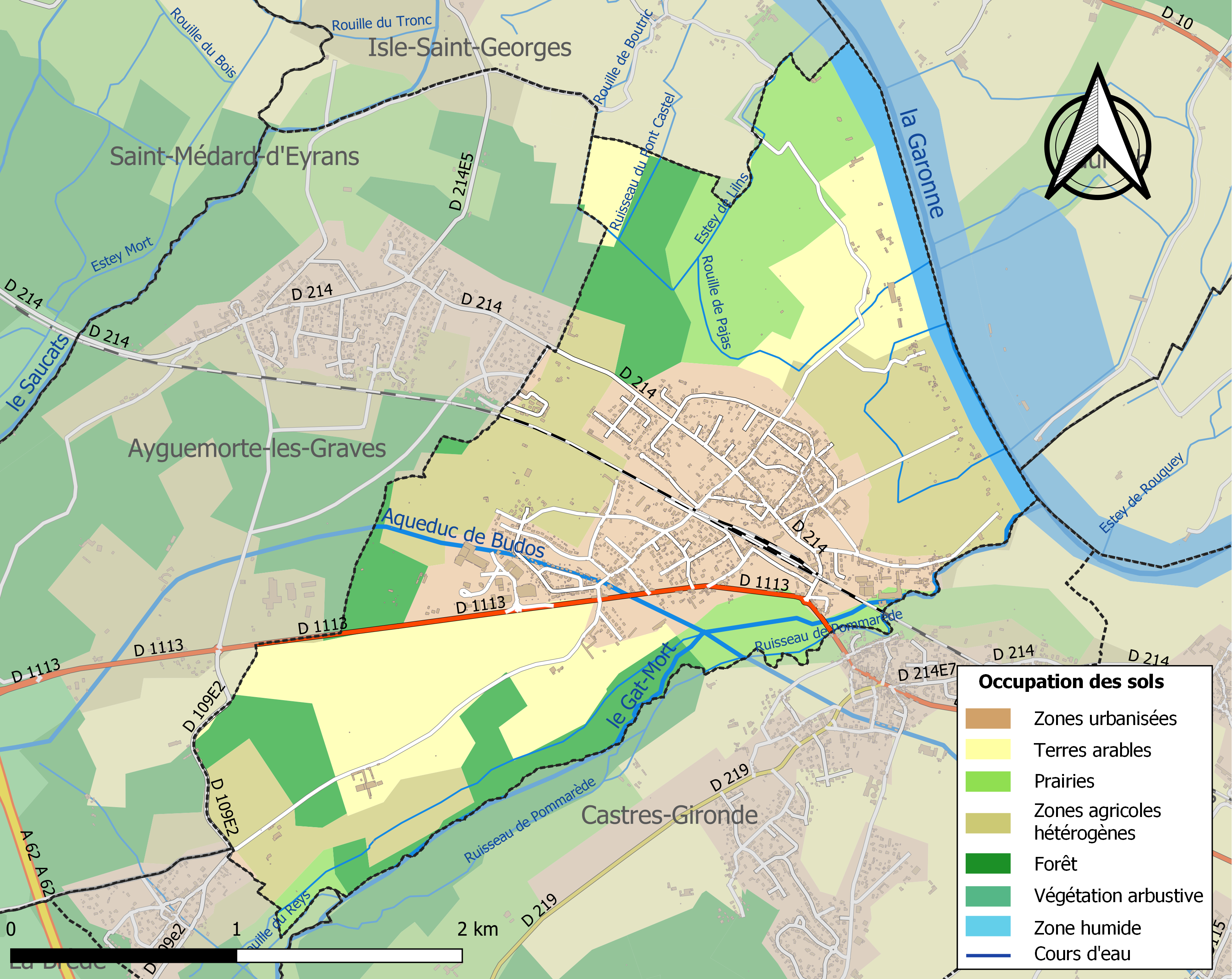
Carte des infrastructures et de l'occupation des sols de la commune en 2018 (CLC).

L'occupation des sols de la commune, telle qu'elle ressort de la base de données européenne d’occupation biophysique des sols Corine Land Cover (CLC), est marquée par l'importance des territoires agricoles (58,5 % en 2018), en diminution par rapport à 1990 (61,1 %). La répartition détaillée en 2018 est la suivante :
zones agricoles hétérogènes (23,6 %), zones urbanisées (23,5 %), cultures permanentes (20 %), forêts (14,1 %), prairies (13,6 %), eaux continentales (3,9 %), terres arables (1,3 %). L'évolution de l’occupation des sols de la commune et de ses infrastructures peut être observée sur les différentes représentations cartographiques du territoire : la carte de Cassini (XVIIIe siècle), la carte d'état-major (1820-1866) et les cartes ou photos aériennes de l'IGN pour la période actuelle (1950 à aujourd'hui).

### Voies de communication et transports
La principale voie de communication routière qui traverse la ville est la route départementale D 1113, ancienne route nationale 113 (Bordeaux-Marseille), qui mène, vers l'ouest, à l'autoroute A62 et vers La Brède puis à Martillac vers le nord-ouest et, au-delà, à Bordeaux et, vers le sud-est, à Castres-Gironde et, au-delà, à Langon.

Le pont de franchissement de la Garonne le plus proche est celui de Langoiran, sur la D 115, à 3 km au nord-est du centre-ville.

L'accès à l'autoroute A62 (Bordeaux-Toulouse) le plus proche est le no 1.1, dit de La Brède, distant de 4,5 km par la route vers l'ouest, sur la commune voisine d'Ayguemorte-les-Graves.
La commune dispose d'une gare SNCF sur la ligne Bordeaux-Sète du TER Nouvelle-Aquitaine.

### Risques majeurs
Le territoire de la commune de Beautiran est vulnérable à différents aléas naturels : météorologiques (tempête, orage, neige, grand froid, canicule ou sécheresse), inondations, mouvements de terrains et séisme (sismicité faible). Un site publié par le BRGM permet d'évaluer simplement et rapidement les risques d'un bien localisé soit par son adresse soit par le numéro de sa parcelle.
Certaines parties du territoire communal sont susceptibles d’être affectées par le risque d’inondation par débordement de cours d'eau, notamment la Garonne, l'Aqueduc de Budos et le Gat mort. La commune a été reconnue en état de catastrophe naturelle au titre des dommages causés par les inondations et coulées de boue survenues en 1982, 1999, 2009 et 2010,.
Les mouvements de terrains susceptibles de se produire sur la commune sont des tassements différentiels.

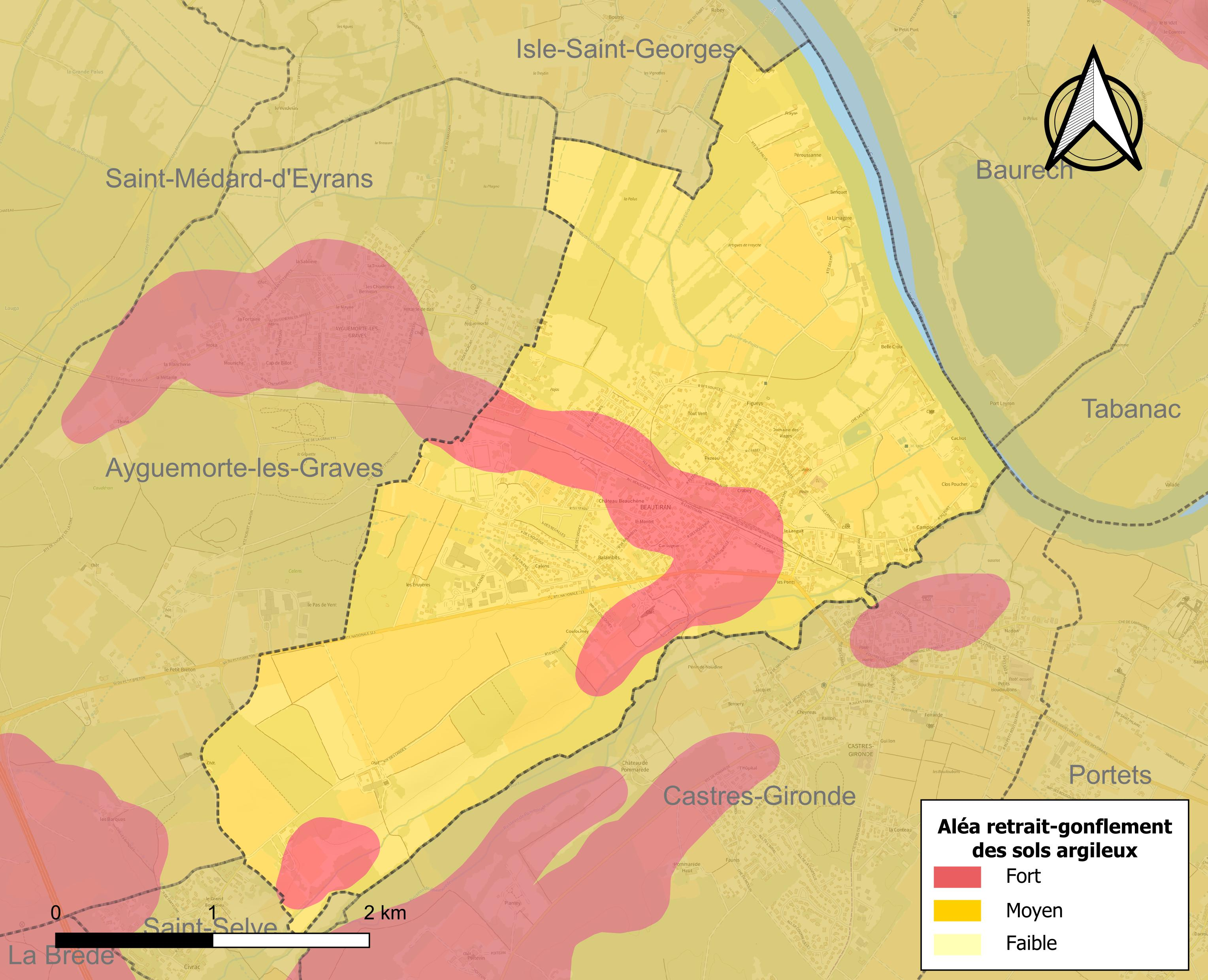
Carte des zones d'aléa retrait-gonflement des sols argileux de Beautiran.

Le retrait-gonflement des sols argileux est susceptible d'engendrer des dommages importants aux bâtiments en cas d’alternance de périodes de sécheresse et de pluie. 98,8 % de la superficie communale est en aléa moyen ou fort (67,4 % au niveau départemental et 48,5 % au niveau national). Sur les 928 bâtiments dénombrés sur la commune en 2019, 928 sont en aléa moyen ou fort, soit 100 %, à comparer aux 84 % au niveau départemental et 54 % au niveau national. Une cartographie de l'exposition du territoire national au retrait gonflement des sols argileux est disponible sur le site du BRGM,.
Par ailleurs, afin de mieux appréhender le risque d’affaissement de terrain, l'inventaire national des cavités souterraines permet de localiser celles situées sur la commune.
Concernant les mouvements de terrains, la commune a été reconnue en état de catastrophe naturelle au titre des dommages causés par la sécheresse en 1989, 2003 et 2011 et par des mouvements de terrain en 1999 et 2014.

## Toponymie
Le toponyme est documenté sous les formes médiévales Bautirano (1332), Boutirano (1336) en latin, Bautiran (1276), Boutiran (1546)… La prononciation gasconne est [bawtiˈrɑ̃].
il s’agit d’un nom de domaine romain basé sur le nom du propriétaire, vraisemblablement l’anthroponyme germanique Bald-hari, avec le suffixe latin -anum.
La graphie restituée est Bautiran. La forme administrative Beautiran est une cacographie (étymologie populaire avec l’adjectif beau).
Ses habitants sont appelés les Beautiranais.

## Histoire
Pour l'état de la commune au XVIIIe siècle, voir l'ouvrage de Jacques Baurein.
À la Révolution, la paroisse Saint-Michel de Beautiran forme la commune de Beautiran.

### Les anciennes activités

#### Les toiles indiennes
Les toiles peintes datent en France du XVIIe siècle.
Importées des Indes, ces cotonnades décoratives font fureur, mais les fabricants d'étoffes à décors tissé ou broché français s'en plaignent et interdiction est faite en 1686 de les importer ou de les contre-faire. Ce n'est qu'en 1759 que l'autorisation est redonnée.
La fabrique de Jouy-en-Josas, près de Versailles, est la plus connue. Elle est alors dirigée par Christophe-Philippe Oberkampf.
À la même époque, celle de Beautiran, à Balambits, est gérée par l'indienneur suisse Jean-Pierre Meillier, qui achète le Domaine de Lalande à proximité de l'Estey (bras du Gat mort).
Cette manufacture se distingue par la qualité de ses créations, qui a fait sa célébrité dans toute l'Europe. Elles peuvent être classées en deux grandes catégories d'indiennes : toiles monochromes à thèmes mythologiques ou scènes de genre et toiles polychromes à compositions florales.
Changement de mode oblige, la manufacture ferme ses portes vers 1832,.

#### La papeterie
Moulin à blé au XVIIIe siècle puis usine chimique, les bâtiments sont achetés en 1924 par la société Le Kraft Français, puis transformés pour créer une papeterie.

En 1925, la SARL Papeterie de Beautiran reprend l’affaire pour fabriquer du papier kraft de basse qualité à partir du bois. Celui-ci arrivait par camion, par charrette et chemin de fer. Il était coupé, désintégré, lessivé à la soude et lavé. On utilisait aussi de vieux papiers.

On achetait la force à l’Énergie électrique du Sud-Ouest.

Les frais étaient importants et la crise économique des années 1930 frappa durement l’usine.

Néanmoins en 1937, on ajoute une sacherie. L’activité importante nécessite des extensions.

Au début des années 1970, le marché des papiers bas de gamme décline. En 1974, Sonalsac SA reprend la sacherie et installe des ateliers de transformation de sacs de petite et moyenne contenance, en papier ou en polyéthylène. La papeterie passe alors dans le groupe Rochette-Cenpa puis sera désaffectée quelques années plus tard.

En 1975, la sacherie édifie de nouveaux bureaux et construit son dernier atelier en 1982.
Les effectifs auront atteint jusqu'à 400 employés.

## Politique et administration

### Rattachements administratifs et électoraux
Beautiran appartient à l'arrondissement de Bordeaux et au canton de La Brède depuis sa création. Sa composition reste inchangée après le redécoupage cantonal de 2014.
Pour l’élection des députés, la commune fait partie de la neuvième circonscription de la Gironde, représentée depuis 2017 par Sophie Mette (LREM-MoDem).

### Intercommunalité
Depuis le 7 décembre 2001, date de sa création, Beautiran appartient à la communauté de communes de Montesquieu.

### Administration municipale
Le nombre d'habitants au dernier recensement étant compris entre 1 500 et 2 499, le nombre de membres du conseil municipal est de 19.

### Liste des maires
| Période                                  | Période              | Identité         | Étiquette | Qualité                                                                       |
| ---------------------------------------- | -------------------- | ---------------- | --------- | ----------------------------------------------------------------------------- |
| 1810                                     | 1816                 | Pierre Granier   |           | Négociant                                                                     |
| Les données manquantes sont à compléter. |                      |                  |           |                                                                               |
| Maire en 1948                            | ?                    | Henri Doublet    | RPF       | Médecin Conseiller général du canton de La Brède (1945 → 1961)                |
| 1965                                     | 1977                 | Jean Lucien Naud |           |                                                                               |
| mars 1977                                | février 2000 (décès) | Gilles Pezat     | PS        |                                                                               |
| mars 2000                                | 2020                 | Yves Mayeux,     | PS        | Cadre de la fonction publique retraité Vice-président de la CC de Montesquieu |
| 2020                                     | En cours             | Philippe Barrère |           |                                                                               |
| Les données manquantes sont à compléter. |                      |                  |           |                                                                               |

## Démographie
L'évolution du nombre d'habitants est connue à travers les recensements de la population effectués dans la commune depuis 1793. Pour les communes de moins de 10 000 habitants, une enquête de recensement portant sur toute la population est réalisée tous les cinq ans, les populations de référence des années intermédiaires étant quant à elles estimées par interpolation ou extrapolation. Pour la commune, le premier recensement exhaustif entrant dans le cadre du nouveau dispositif a été réalisé en 2007.

En 2022, la commune comptait 2 466 habitants, en évolution de +10,98 % par rapport à 2016 (Gironde : +6,91 %, France hors Mayotte : +2,11 %).
| 1793 | 1800 | 1806 | 1821 | 1831 | 1836 | 1841 | 1846 | 1851 |
| ---- | ---- | ---- | ---- | ---- | ---- | ---- | ---- | ---- |
| 880  | 675  | 827  | 811  | 863  | 857  | 753  | 817  | 868  |

| 1856 | 1861 | 1866 | 1872 | 1876 | 1881 | 1886  | 1891  | 1896  |
| ---- | ---- | ---- | ---- | ---- | ---- | ----- | ----- | ----- |
| 767  | 857  | 872  | 853  | 863  | 937  | 1 018 | 1 046 | 1 102 |

| 1901  | 1906  | 1911 | 1921 | 1926  | 1931 | 1936 | 1946 | 1954 |
| ----- | ----- | ---- | ---- | ----- | ---- | ---- | ---- | ---- |
| 1 094 | 1 049 | 981  | 965  | 1 006 | 947  | 896  | 950  | 973  |

| 1962  | 1968  | 1975  | 1982  | 1990  | 1999  | 2006  | 2007  | 2012  |
| ----- | ----- | ----- | ----- | ----- | ----- | ----- | ----- | ----- |
| 1 014 | 1 214 | 1 353 | 1 416 | 1 803 | 2 038 | 2 115 | 2 125 | 2 169 |

| 2017  | 2022  | - | - | - | - | - | - | - |
| ----- | ----- | - | - | - | - | - | - | - |
| 2 267 | 2 466 | - | - | - | - | - | - | - |

## Économie
Viticulture : graves (AOC)

## Culture locale et patrimoine

### Lieux et monuments
- L'église Saint-Michel, d'origine romane, a conservé son abside et surtout le portail en plein cintre et sa série de colonnes terminées par des chapiteaux sculptés ; durant la seconde moitié du XIXe siècle, elle a été restaurée et a reçu un clocher de forme ovoïde et couvert d’écailles, dans un style néo-byzantin de Gustave Alaux[43].
- Le château de Couloumey, des XVIIIe et XIXe siècles, est inscrit au titre des monuments historiques depuis 2002[44].

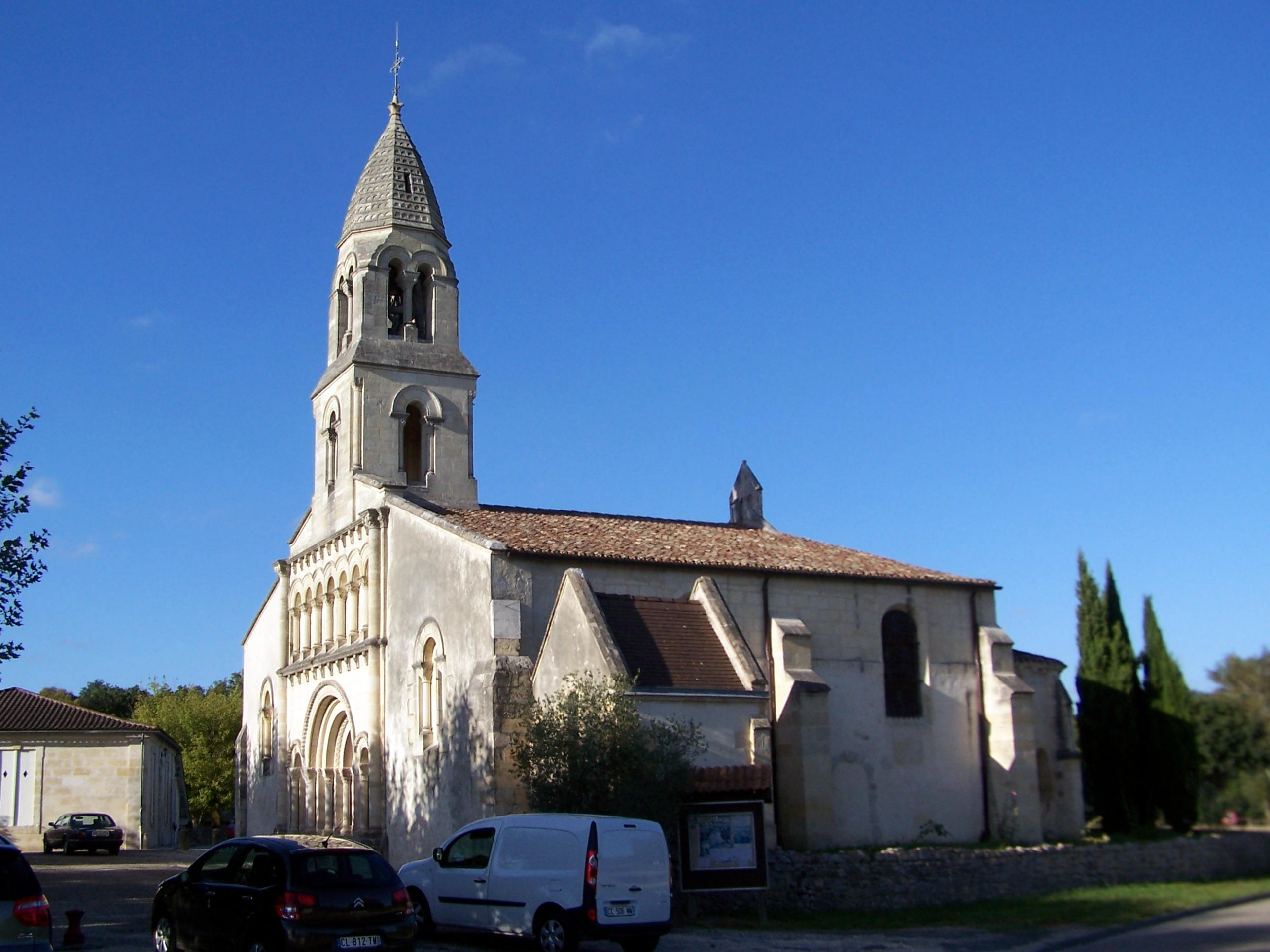
L'église Saint-Michel (août 2014).
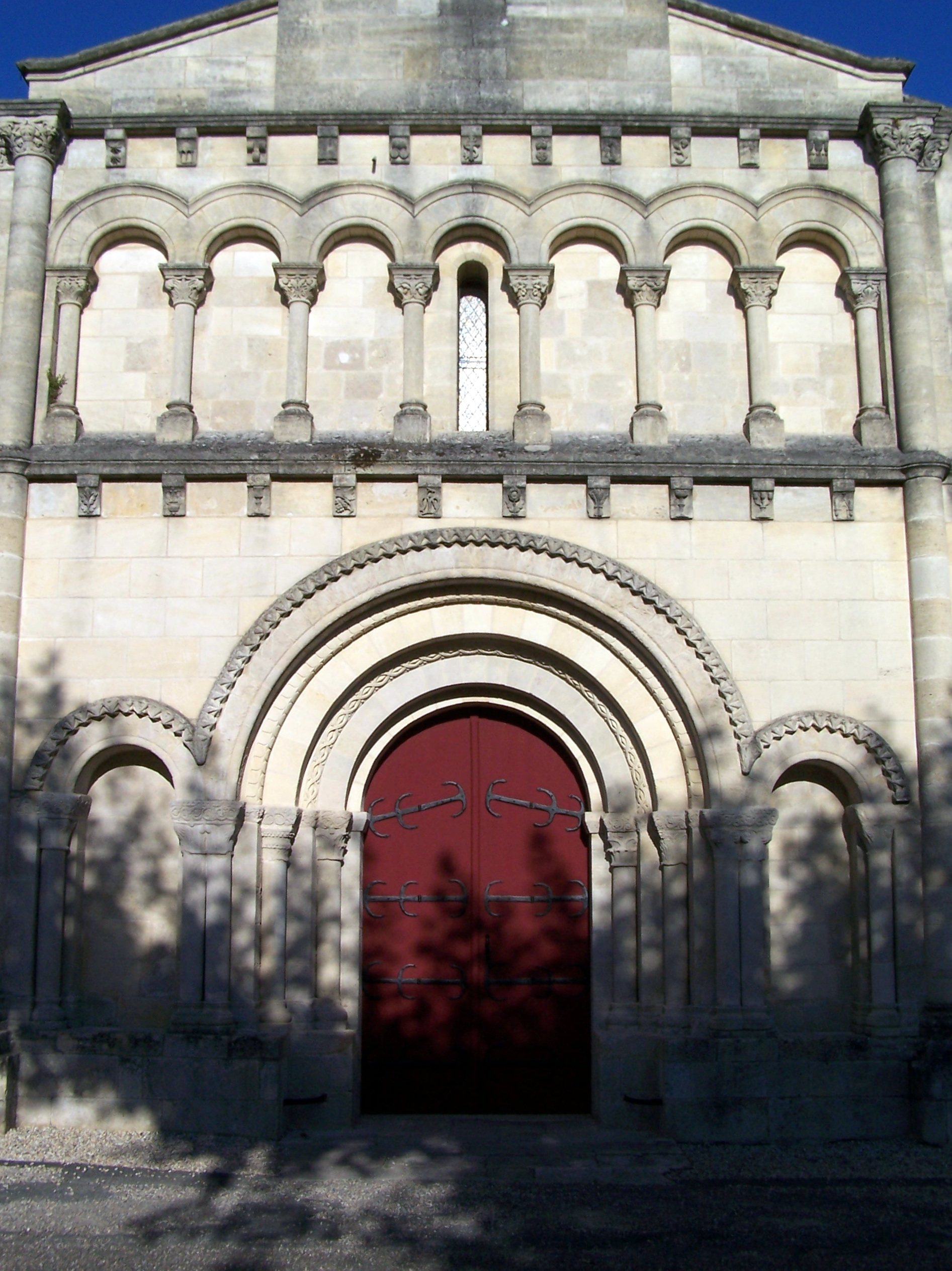
Le fronton roman de l'église (août 2014).
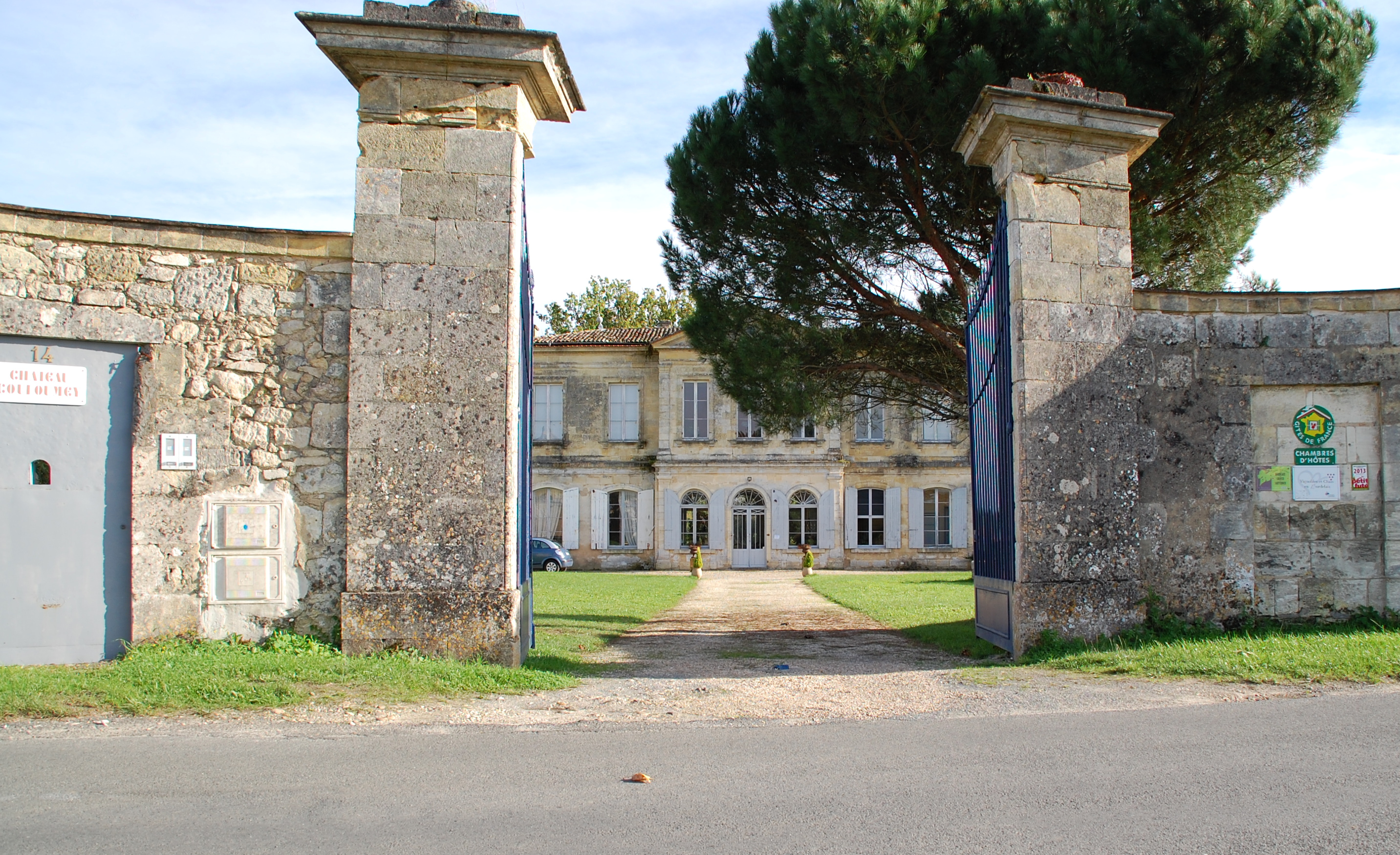
Le château de Couloumey (oct. 2013).
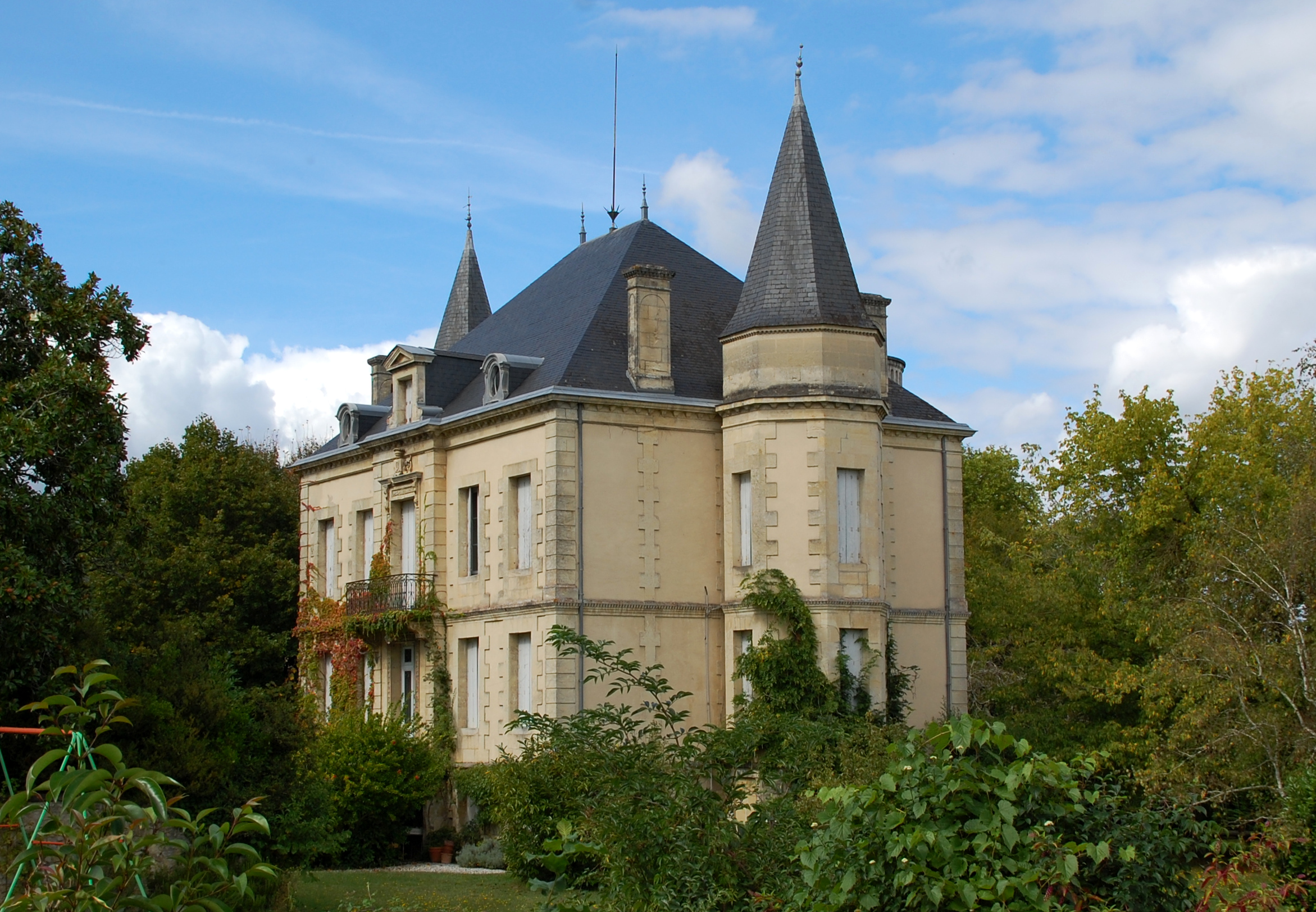
Le château de Martignas (sept. 2013).
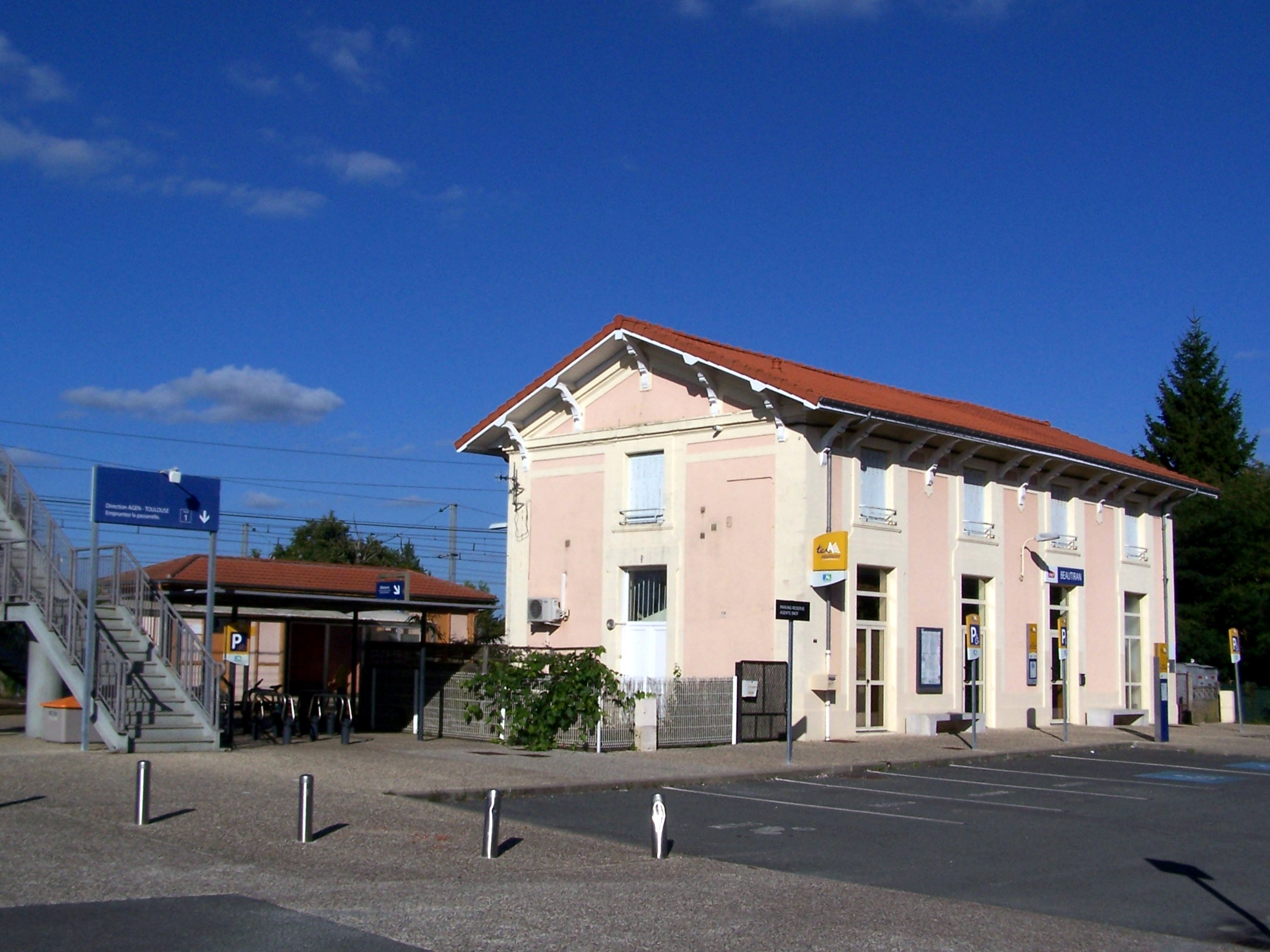
La gare (août 2014).
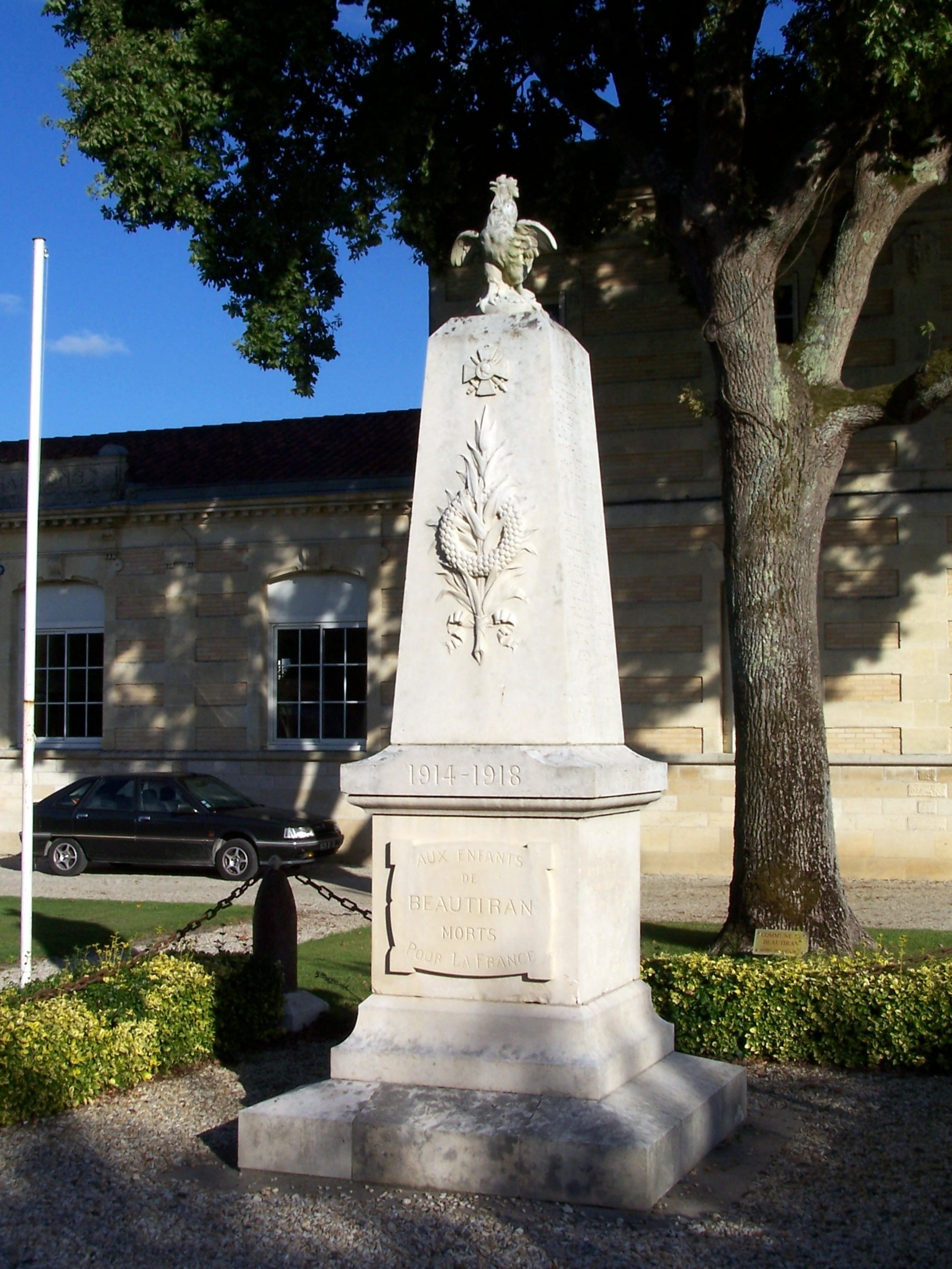
Le monument aux morts face à la mairie (août 2014).

### Personnalités liées à la commune
- Fernand Labat (1889-1959), artiste peintre né dans la commune.
- René Pomeau (1917-2000), universitaire né dans la commune.

### Héraldique
| Armes | Les armes de Beautiran se blasonnent ainsi : Coupé, au premier d'azur au pal de gueules accosté d'une ancre d'argent avec sa gumène du même et d'un croissant aussi d'argent, au second de gueules au pal d'azur chargé d'une grappe de raisin d'argent feuillée d'une pièce. |